# Liste der Monuments historiques in Corroy
Die Liste der Monuments historiques in Corroy führt die Monuments historiques in der französischen Gemeinde Corroy auf.

## Liste der Immobilien
| Bezeichnung                  | Beschreibung                | Standort                 | Kennzeichnung | Schutzstatus | Datum | Bild           |
| ---------------------------- | --------------------------- | ------------------------ | ------------- | ------------ | ----- | -------------- |
| Kirche Nativité-de-la-Vierge | ab dem 12. Jahrhundert      | Place de l’Église (Lage) | PA00078676    | Classé       | 1911  | weitere Bilder |
| Ferme de la Colombière       | Hoftor mit Taubenhaus, 1876 | 6 La Colombière (Lage)   | PA00078926    | Inscrit      | 1992  |                |

## Liste der Objekte
| Bezeichnung                 | Beschreibung                                                                              | Standort                                   | Kennzeichnung | Schutzstatus | Datum | Bild |
| --------------------------- | ----------------------------------------------------------------------------------------- | ------------------------------------------ | ------------- | ------------ | ----- | ---- |
| Beichtstuhl                 | Holz, 17. Jahrhundert                                                                     | in der Kirche Nativité-de-la-Vierge (Lage) | PM51002827    | Inscrit      | 1978  |      |
| Skulptur Heiliger Sebastian | Holz, 17. Jahrhundert                                                                     | in der Kirche Nativité-de-la-Vierge (Lage) | PM51002830    | Inscrit      | 1978  |      |
| Skulptur Heiliger Nikolaus  | Stein, 15. Jahrhundert                                                                    | in der Kirche Nativité-de-la-Vierge (Lage) | PM51002831    | Inscrit      | 1978  |      |
| Hauptaltar                  | Altartisch und Retabel: Holz, 17. Jahrhundert; Skulptur Madonna mit Kind, 14. Jahrhundert | in der Kirche Nativité-de-la-Vierge (Lage) | PM51000317    | Classé       | 1979  |      |
| Taufbecken                  | Stein, Kupferdeckel, 18. Jahrhundert                                                      | in der Kirche Nativité-de-la-Vierge (Lage) | PM51002828    | Inscrit      | 1978  |      |
| Kommuniontisch              | Schmiedeeisen, 18. Jahrhundert                                                            | in der Kirche Nativité-de-la-Vierge (Lage) | PM51002826    | Inscrit      | 1978  |      |
| Skulptur Madonna mit Kind   | Holz, 18. Jahrhundert                                                                     | in der Kirche Nativité-de-la-Vierge (Lage) | PM51002829    | Inscrit      | 1978  |      |